# Hilary Koprowski
Hilary Koprowski, né le 5 décembre 1916 à Varsovie et mort le 11 avril 2013 , est un virologue et immunologue polonais connu pour avoir mis au point le premier vaccin anti-polio vivant efficace par voie orale.

## Biographie
Hilary Koprowski naît au sein d'une famille juive. Il obtient son doctorat en médecine à l'université de Varsovie en 1939. Il est également musicien, diplômé de l'Académie de musique Frédéric-Chopin de Varsovie et de l’Accademia Nazionale di Santa Cecilia à Rome.
Après un séjour au Brésil, il émigre aux États-Unis où il devient le directeur du Wistar Institute en 1957, poste qu'il occupe jusqu'en 1991. C'est là qu'il met au point le vaccin anti-polio qui le rend célèbre. Ses travaux portent sur les virus atténués, plus efficaces que les virus inactivés car ils fournissent une immunité plus longue et pénètrent directement dans le système digestif. De plus, la vaccination se fait par voie orale tandis que la vaccination contre la polio par le virus inactivé de Jonas Salk nécessite une injection et donc des moyens plus importants.
Le vaccin oral de Koprowski est testé pour la première fois le 27 février 1950 aux États-Unis avec succès sur une vingtaine d'enfants. À la suite de ce premier succès, une course de vitesse s'engage avec Albert Sabin pour l'obtention de souches atténuées. Koprowski fournit des échantillons de ses virus atténués à Sabin sans rien obtenir de ce dernier, ce qui est la cause de rancœurs entre les deux hommes, d'autant plus que le vaccin sera finalement connu comme le « vaccin Sabin ».